# Boy Kills World
Boy Kills World es una película de suspenso y acción de 2023 dirigida por Moritz Mohr en su debut como director a partir de un guion de Arend Remmers y Tyler Burton Smith y una historia de Mohr y Remmers. Producida por Sam Raimi y Roy Lee, está protagonizada por Bill Skarsgård, Jessica Rothe, Yayan Ruhian, Isaiah Mustafa y Andrew Koji . El rodaje tuvo lugar en Sudáfrica. El título es una referencia a la comedia no relacionada Boy Meets World.
La película se estrenó en el Festival Internacional de Cine de Toronto de 2023 y se estrenó en los Estados Unidos el 26 de abril de 2024 a través de Lionsgate Films y Roadside Attractions.

## Argumento
Cuando matan a su familia, un sordomudo llamado Boy escapa a la jungla, donde un misterioso mentor lo entrena para vengarse de los asesinos.

## Reparto
- Bill Skarsgård como Boy
  - Nicolas y Cameron Crovetti como Boy joven
  - H. Jon Benjamin como voz interior de Boy. Benjamin también da voz al locutor de un videojuego de arcade.
- Jessica Rothe como June 27
- Michelle Dockery como Melanie van der Koy
- Famke Janssen como Hilda van der Koy
- Brett Gelman como Gideon van der Koy
- Quinn Copeland como Mina
- Andrew Koji como Basho
- Isaías Mustafa como Benny
- Sharlto Copley como Glen van der Koy
- Yayan Ruhian como chamán

## Producción
El director y guionista Moritz Mohr presentó Boy Kills World con un corto y una vista previa a Sam Raimi y Roy Lee, de Raimi Productions y Vertigo Entertainment respectivamente, quienes quedaron impresionados y posteriormente aceptaron producir junto con Nitbah Pictures y Hammerstone Studios.   Orion Pictures estuvo inicialmente involucrado en ese momento, pero lo abandonó después de la pandemia de COVID-19 . 
La película se anunció el 7 de octubre de 2021 y Bill Skarsgård, Samara Weaving y Yayan Ruhian se unieron al elenco. En un comunicado, el director ejecutivo de Nthibah, Simon Swart, dijo que la película combinaría "temas del mundo real con una apariencia estilizada que es fresca, genial y original, tomando prestado lo mejor de las novelas gráficas".  El 28 de octubre de 2021, Isaiah Mustafa se unió al elenco.  En enero de 2022, Andrew Koji se incorporó al elenco,  y Jessica Rothe reemplazó a Samara Weaving, quien abandonó el proyecto debido a conflictos de programación.  El rodaje comenzó en Ciudad del Cabo, Sudáfrica, el 14 de febrero de 2022.   En marzo de 2022, se confirmó que Famke Janssen, Brett Gelman, Sharlto Copley, Quinn Copeland, los gemelos Cameron y Nicholas Crovetti y Michelle Dockery protagonizarían.  

## Estreno
El estreno mundial de Boy Kills World se llevó a cabo en el Festival Internacional de Cine de Toronto 2023 el 9 de septiembre de 2023.   En enero de 2024, Lionsgate Films y Roadside Attractions adquirieron los derechos de distribución de la película en EE. UU., estrenandola en cines el 26 de abril de 2024. 

### Recepción de la crítica
En el sitio web agregador de reseñas Rotten Tomatoes, el 71% de las reseñas de 14 críticos son positivas, con una calificación promedio de 6/10.  Metacritic, que utiliza un promedio ponderado, asignó a la película una puntuación de 69 sobre 100, basándose en 4 críticas, lo que indica "críticas generalmente favorables" 